# 羽賀孝
羽賀 孝（はが たかし、1927年7月4日 - 2011年10月4日）は、日本の経営者。丸大食品社長、会長を務めた。愛媛県出身。

## 経歴
1953年に立命館大学法学部を卒業。大阪国税局での勤務を経て、1962年7月に丸大食品に転じ、1970年4月に取締役に就任し、1980年5月に常務、1981年10月に専務を経て、同年11月には社長に就任。1988年5月に会長に就任し、2001年7月に相談役を経て、2002年6月に社友に退いた。
1993年4月に藍綬褒章を受章。
2011年10月4日肝不全のために死去。84歳没。